# Campionati italiani assoluti di scherma del 1929
I Campionati italiani assoluti di scherma del 1929 sono stati organizzati dalla Federazione Italiana Scherma.
Nel fioretto, si sono aggiudicati i titoli dei campionati italiani Gioacchino Guaragna, che ha vinto il suo terzo titolo dopo quelli del 1925 e 1928. e Germana Schwaiger, alla sua prima affermazione.
Il titolo della spada è andato per la terza volta consecutiva a Franco Riccardi.
Nella sciabola Renato Anselmi ha vinto il suo primo titolo nazionale maschile.

## Podi

### Uomini
| Specialità  | Oro                 | Argento | Bronzo |
| Individuali |                     |         |        |
| Fioretto    | Gioacchino Guaragna | -       | -      |
| Spada       | Franco Riccardi     | -       | -      |
| Sciabola    | Renato Anselmi      | -       | -      |

### Donne
| Specialità  | Oro               | Argento | Bronzo |
| Individuali |                   |         |        |
| Fioretto    | Germana Schwaiger | -       | -      |